# Чертёнок № 13
«Чертёнок № 13» — советский кукольный мультфильм режиссёра Натана Лернера о приключениях маленького чертёнка. Выпущен в 1982 году, является продолжением мультфильма «Шиворот-навыворот», вышедшего годом ранее.

## Сюжет
Мультфильм начинается «предупреждением» о том, что авторы фильма «категорически не согласны со школьной программой, принятой у чертей».
В школе для чертей тема урока — «Любовь». Любовь у чертей — не как у людей. Любовь у чертей — это любовь к себе плюс полное, стопроцентное начхательство на других. У чертёнка № 13 на вопрос о том, кого должен любить чёрт, — свой ответ, который никак не соответствует принципу школьной программы, гласящему «Люби себя, чихай на всех и в жизни ждёт тебя успех».

## Съёмочная группа
- Автор сценария — Борис Ларин
- Режиссёр — Натан Лернер
- Художники-постановщики: Юрий Исайкин, Елена Зеленина
- Оператор — Лев Ревтов
- Композитор — Михаил Меерович
- Звукооператор — Нелли Кудрина
- Роли озвучивали:

Татьяна Захава — 13-й / восьмушка / 57-я / ученица
Светлана Травкина — Новенькая
Владимир Басов — Учитель
Светлана Харлап — 44-й (в титрах не указана)
- Художники-мультипликаторы: Ольга Анашкина, Людмила Африна
- Куклы изготовили: Геннадий Богачёв, А. Дегтярёв, Анатолий Кузнецов, А. Ноздрин, Нина Пантелеева, Маргарита Богатская
- Монтажёр — Людмила Коптева
- Редактор — Алиса Феодориди
- Директор картины — Игорь Гелашвили

## Отзывы
С начала 80-х Лернер увлёкся кукольным фильмом. И в этом виде кино, очень сложном для пластического и игрового воплощения, добился заметных успехов. Лучший фильм Лернера этих лет, пожалуй, «Чертёнок № 13» — из тех детских, которые любят и с удовольствием смотрят взрослые. Забавный и добрый чертёнок, который не хотел, да просто не умел делать пакости, мог вместо этого чертячьего дела от души растрогать и рассмешить зрителей любого возраста.— Киновед Наталия Венжер в статье о творчестве режиссёра Натана Лернера